# Чміль Борис Федорович
Борис Федорович Чміль (* 1888, м. Чернігів — † ?)  — український військовий діяч, полковник.

## Життєпис
Народився 1888 у місті Чернігові.
В 1918 р. служить старшиною для доручень начальника Окремої Запорізької дивізії Армії УНР, згодом — Армії Української Держави. Наприкінці 1918 р. — у січні 1919 р. командир 35-го пішого Кременчуцького полку Дієвої армії УНР.
Навесні 1919 р. — помічник командира Рибницького полку, який був сформований із бесарабських повстанців. З 11 червня 1919 цей полк увійшов до складу 9-го Стрілецького полку 3-ї дивізії Дієвої армії УНР.
Восени 1919 р. — командир 9-го Стрілецького полку 3-ї Залізної дивізії Дієвої армії УНР.
З 18 лютого 1920 р. — командир 1-го куреня 1-ї стрілецької дивізії Армії УНР (згодом 46-й курінь 6-ї Січової дивізії), який формувався у Бресті-Литовському.
З 8 травня 1920 р. командир 19-го куреня 7-ї бригади 3-ї Залізної стрілецької дивізії Армії УНР. З 25 липня 1920 р. — полковник.
З 1923 р. жив в еміграції у Франції, в Ліоні. Подальша доля невідома.